# Nino Salukvadze
Nino Salukvadze (en georgiano: ნინო სალუქვაძე, Tiflis, URSS, 1 de febrero de 1969) es una deportista georgiana que compite en tiro, en la modalidad de pistola. Su hijo Tsotne compite en el mismo deporte.
Participó en diez Juegos Olímpicos de Verano, entre los años 1988 y 2024, obteniendo en total tres medallas, dos en Seúl 1988, oro en pistola 25 m y plata en pistola 10 m, y una de bronce en Pekín 2008 (pistola 10 m). En los Juegos Europeos de Minsk 2019 consiguió una medalla de bronce en la prueba de pistola 50 m.
Ganó tres medallas en el Campeonato Mundial de Tiro entre los años 1986 y 2002, y once medallas en el Campeonato Europeo de Tiro entre los años 1989 y 2009.
Fue la abanderada de Georgia en las ceremonias de apertura de los Juegos Olímpicos de Londres 2012, Tokio 2020 y París 2024 (en estas dos últimas ocasiones junto con el halterófilo Lasha Talajadze).
En París 2024 disputó sus décimos Juegos Olímpicos, lo que la igualó en el mayor número de participaciones olímpicas con el jinete canadiense Ian Millar.

## Palmarés internacional
| Representando a la URSS |                          |                   |              |
| Juegos Olímpicos        |                          |                   |              |
| Año                     | Lugar                    | Medalla           | Prueba       |
| 1988                    | Seúl (Corea del Sur)     | Medalla de oro    | Pistola 25 m |
| 1988                    | Seúl (Corea del Sur)     | Medalla de plata  | Pistola 10 m |
| Campeonato Mundial      |                          |                   |              |
| Año                     | Lugar                    | Medalla           | Prueba       |
| 1986                    | Suhl (RDA)               | Medalla de bronce | Pistola 10 m |
| 1989                    | Sarajevo (Yugoslavia)    | Medalla de oro    | Pistola 10 m |
| Campeonato Europeo      |                          |                   |              |
| Año                     | Lugar                    | Medalla           | Prueba       |
| 1989                    | Zagreb (Yugoslavia)      | Medalla de oro    | Pistola 25 m |
| 1990                    | Arnhem (Países Bajos)    | Medalla de oro    | Pistola 10 m |
| 1991                    | Mánchester (Reino Unido) | Medalla de bronce | Pistola 10 m |
| Representando a Georgia |                          |                   |              |
| Juegos Olímpicos        |                          |                   |              |
| Año                     | Lugar                    | Medalla           | Prueba       |
| 2008                    | Pekín (China)            | Medalla de bronce | Pistola 10 m |
| Campeonato Mundial      |                          |                   |              |
| Año                     | Lugar                    | Medalla           | Prueba       |
| 2002                    | Lahti (Finlandia)        | Medalla de plata  | Pistola 10 m |
| Juegos Europeos         |                          |                   |              |
| Año                     | Lugar                    | Medalla           | Prueba       |
| 2019                    | Minsk (Bielorrusia)      | Medalla de bronce | Pistola 50 m |
| Campeonato Europeo      |                          |                   |              |
| Año                     | Lugar                    | Medalla           | Prueba       |
| 1993                    | Brno (República Checa)   | Medalla de oro    | Pistola 25 m |
| 1996                    | Budapest (Hungría)       | Medalla de bronce | Pistola 10 m |
| 1999                    | Burdeos (Francia)        | Medalla de plata  | Pistola 25 m |
| 2001                    | Pontevedra (España)      | Medalla de bronce | Pistola 10 m |
| 2003                    | Pilsen (República Checa) | Medalla de bronce | Pistola 25 m |
| 2005                    | Tallin (Estonia)         | Medalla de plata  | Pistola 10 m |
| 2008                    | Winterthur (Suiza)       | Medalla de plata  | Pistola 10 m |
| 2009                    | Praga (República Checa)  | Medalla de plata  | Pistola 10 m |